# Верхняя Салмовка
Верхняя Салмовка — село в Иссинском районе Пензенской области, входит в состав Каменно-Бродского сельсовета.

## География
Расположено в 5 км на север от центра сельсовета села Каменный Брод и в 15 км на запад от райцентра посёлка Исса.

## История
Основано в конце XVII в. как д. Салманов Ключ на речке Салмовке, вероятно, служилыми татарами Инсарского уезда. Вскоре по соседству поселил своих крестьян помещик. В 1718 г. помещиками были Иван и Василий Голосеины. В 1723 г. в ревизской сказке показаны, помимо помещичьих крестьян, служилые татары. В 1745 г. в д. Салмовке положено в подушный оклад однодворцев – 5 ревизских душ, помещичьих крестьян – 3, отписных крестьян от татарских мурз – 63 души. В 1785 г. в Инсарском уезде Пензенской губернии, за княгиней Прасковьей Васильевной Тугушевой (89 ревизских душ). Со второй половины XIX в. – селение Трехсвятской волости Инсарского уезда Пензенской губернии. В 1896 г. – 88 дворов. В 1877 г. имелась мечеть. В конце XIX в. православные были в приходе церкви с. Леплейки. В 1911 г. – одна община, 86 дворов, мечеть, татарская школа, ветряная мельница 2 лавки.
С 1928 года село входило в состав Трехсвятского сельсовета Иссинского района Пензенского округа Средне-Волжской области (с 1939 года — в составе Пензенской области). В 1955 г. – деревня Трехсвятского сельсовета (центр в с. Новотрехсвятское), центральная усадьба колхоза «Новый труд». Решением Пензенского облисполкома от 30.9.1969 г. в черту села включена д. Новорудниковка. В 1980-е гг. — в составе Каменно-Бродского сельсовета, центральная усадьба колхоза «Заветы Ильича».

## Население
| 1745 | 1864 | 1877 | 1897 | 1911 | 1926 | 1930 |
| ---- | ---- | ---- | ---- | ---- | ---- | ---- |
| 140  | ↗440 | ↗484 | ↗502 | ↗570 | ↗574 | ↗728 |
| 1959 | 1979 | 1989 | 1996 | 2002 | 2010 |      |
| ↘294 | ↗346 | ↘304 | ↗325 | ↘264 | ↘239 |      |